# Fay Crocker

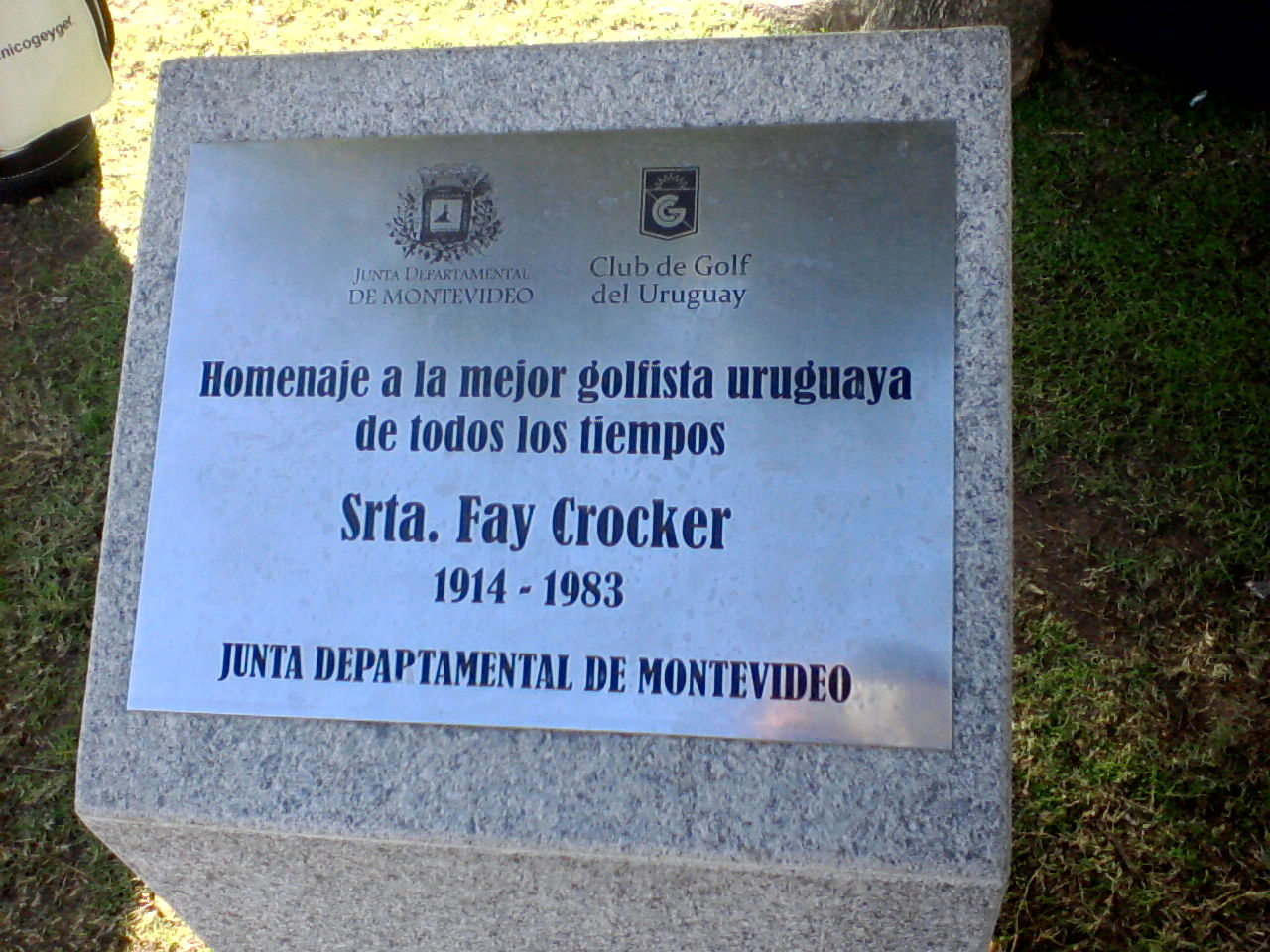
Placa en homenaje a Fay Crocker en el Club de Golf del Uruguay.

Helen Fay Crocker Carson (Montevideo, 2 de agosto de 1914 - Montevideo, 16 de setiembre de 1983) fue una golfista uruguaya que se destacó por haber sido la primera no estadounidense en ganar uno de los torneos mayores de golf profesional, el Abierto de Estados Unidos de 1955. Más tarde ganó el Titleholders Championship de 1960; sus dos títulos la colocan junto con la mexicana Lorena Ochoa como la latinoamericana más exitosa en torneos mayores. Asimismo, finalizó segunda en solitario en el Campeonato de la LPGA de 1958, y compartió el segundo lugar en el Abierto del Oeste de 1955. 
Hija de padre y madre golfistas, se inició en el golf a la edad de 6 años en la cancha del Club de Golf del Cerro. En su juventud, actuó con éxito en torneos femeninos en Uruguay, el primero de los cuales obtuvo a la edad de 16 años, pero también en Argentina, donde ganaría el Campeonato Argentino de Aficionadas 18 veces.
Consiguió acceder a disputar el Abierto Ciudad de Montevideo de 1938 en la categoría de caballeros, y ganó el certamen. Tras ello, compitió en el Abierto de Estados Unidos de 1939. Durante la década de 1940 y principios de 1950, compitió esporádicamente en Estados Unidos, y llegó a la final del Campeonato Amateur en dos oportunidades.
En 1954, decidió convertirse en golfista profesional de la LPGA, la gira femenina más importante del mundo. Logró 11 victorias en la gira, que la dejan empatada en 44.º en la lista histórica y segunda latinoamericana detrás de Ochoa, y 21 segundos puestos. En 1955 resultó tercera en la lista de ganancias con tres triunfos, y la Asociación de Cronistas de Golf de Estados Unidos la nombró Jugadora Profesional del Año. En 1956 y 1957 ganó dos torneos y quedó cuarta y segunda en el clasificador final.
Tras su retiro, se desempeñó como profesora en el Club de Golf de Montevideo. Asimismo, fue entrenadora de la selección femenina que triunfó en la Copa Los Andes de 1960.
Se distinguía de otras golfistas por entrenar constantemente. Su condición física hacía que algunas golfistas la llamaran despectivamente "El Toro".

## Palmarés
- 1955: Abierto de Estados Unidos, Abierto Serbin, Abierto Wolverine.
- 1956: Abierto de Miami Beach, Abierto de St. Louis.
- 1957: Abierto Serbin, Triangle Round Robin, Hot Springs 4-Ball (con Marilynn Smith; no válido para el LPGA Tour).
- 1958: Abierto de Havana, Abierto de Waterloo.
- 1960: Titleholders Championship, Abierto de Lake Worth.